# How Many More Times
How Many More Times is een nummer van de Engelse rockband Led Zeppelin. Het is het negende en laatste nummer van hun debuutalbum Led Zeppelin uit 1969. Het nummer werd in eerste instantie toegeschreven aan gitarist Jimmy Page, bassist John Paul Jones en drummer John Bonham. Zanger Robert Plant werd later toegevoegd als schrijver van het nummer.

## Compositie
Met een speelduur van 8:28 is "How Many More Times" het langste nummer op het album. Het is een van de drie nummers waarbij Jimmy Page met een strijkstok zijn gitaar bespeeld. Ook op het nummer "Dazed and Confused", van het debuutalbum, en het nummer "In the Light", van het album Physical Graffiti uit 1975, gebruikt Page een strijkstok.
Tijdens een interview in 1993 met het magazine Guitar World zei Page dat “het nummer was ontstaan uit stukjes muziek die ik componeerde toen ik nog deel uitmaakte van The Yardbirds. Andere nummers, zoals "Dazed and Confused", zijn ook zo ontstaan. We hebben het live opgenomen in de studio.”
Het eerste deel is beïnvloed door de nummers "How Many More Years" (1951) en "No Place To Go" (1954) van de Amerikaanse bluesmuzikant Howlin' Wolf. In het midden komt een stuk terug dat Jimmy Page geschreven had voor het nummer Beck's Bolero van Jeff Beck.
Het Steal Away-stuk komt van "Steal Away", een nummer dat Robert Plant in de jaren zestig opgenomen had met de Britse bluesmuzikant Alexis Korner .
De Rosie en Hunter stukken van het nummer zijn ontstaan tijdens de opnamesessies in de studio. "The Hunter" is een nummer van bluesmuzikant Albert King (samen met Booker T. & the M.G.'s), opgenomen voor het album "Born Under a Bad Sign" uit 1967.
De gewoonte om stukken van verschillende oude bluesnummers in één nummer te zingen, is iets dat Robert Plant in een vorige groep ontwikkeld had. Deze gewoonte komt o.a. ook terug in de live-versies van de nummers "Whole Lotta Love" en "Dazed and Confused".

## Live-uitvoeringen
In 1970 verdween het nummer van de setlist. Tijdens de Amerikaanse tournee van 1975 keerde het echter terug als gevolg van Jimmy Page’s vingerblessure. Door die blessure was hij niet goed in staat om het nummer "Dazed and Confused" te spelen. Daarom werd beslist om het minder moeilijke "How Many More Times" uit te voeren.
Een live-opname van het nummer is terug te vinden op het album BBC Sessions uit 1997. Op de Led Zeppelin DVD uit 2003 staat een versie die op 9 januari 1970 opgenomen is tijdens een optreden in de Royal Albert Hall in Londen.

## Cover-versies
How Many More Times is door diverse artiesten gecoverd. De bekendste zijn:

| Artiest                   | Album                                     | Jaar |
| ------------------------- | ----------------------------------------- | ---- |
| Dread Zeppelin            | No Quarter Pounder                        | 1995 |
| Page and Plant            | “Shining in the Light” CD-single          | 1998 |
| L.A. Guns                 | Shrinking Violet                          | 1999 |
| Liquid Tension Experiment | When the Keyboard Breaks: Live in Chicago | 2009 |
| Phish                     | Chicago ’94                               | 2012 |